# 岡田一実
岡田 一実（おかだ かずみ、1976年 - ）は、俳人。富山県富山市生まれ。愛媛県松山市在住。「鏡」同人。

## 来歴
2006年頃よりインターネットで俳句をはじめる。2007年より夏井いつきの「いつき組」に参加。2010年、第3回芝不器男俳句新人賞にて城戸朱理奨励賞受賞。2014年、第32回現代俳句新人賞受賞。2015年より「らん」同人。2019年、句集『記憶における沼とその他の在処』において第11回小野市詩歌文学賞受賞。審査員の宇多喜代子は「酸欠の部屋に流れこんだ新しい空気のような気持ちのよさがある」と評した、2021年、第4句集『光聴』の帯文において岸本尚毅は「この作者は、目に映り、耳に聞えるものを、ふつうの感受のしかた以上に克明かつ分析的に捉え、それをやや理屈っぽくも見える、解像度の高い言葉遣いで再構成する。」と評した。同作は田中裕明賞で次点。2022年、評論「『杉田久女句集』を読む―ガイノクリティックスの視点から」で第42回現代俳句評論賞受賞。「ジェンダー論に基づいた極めて新鮮な切り口の一編、久女の存在が立体的に豊かさをもってたちあがってくる、若い世代へのメッセージ性も十分」などの高い評価を得た。同年、松山大学人文学部学術講演会にてドゥーグル・J・リンズィー氏講演会＆シンポジウム―haikuと俳句　世界と地域から―」にてパネリストを務める。2023年、「らん」終刊。同年、「鏡」同人。

## 人物
- 浄土真宗の寺院に生まれ、ペットの犬が死んだのをきっかけに俳句を始めた[5]。
- 結婚の際、夏井いつきが媒酌人となり、「俳句結婚式」を挙げたエピソードを、夏井がエッセイで紹介している[6]。
- 第五句集『醒睡』は、青磁社のHPにて本人による全編朗読の音声データが無料で公開されており、肉声を聴くことができる[7]

## 著書
- 『境界-border-』マルコボ.コム 2014.11 ISBN 978-4904904060
- 『新装版　小鳥』マルコボ.コム 2015.11 ISBN 978-4904904220
- 『記憶における沼とその他の在処』青磁社 2018.8 ISBN 978-4861984082
- 『光聴』素粒社　2021.3 ISBN 978-4-910413-02-0
- 『篠原梵の百句』ふらんす堂 2024.4 ISBN 978-4781416526
- 『醒睡』青磁社　2024.5  ISBN 978-4861985850

## 共著
- 関西俳句なう（本阿弥書店、2015年） ISBN 978-4776811626

## 収録
- 天の川銀河発電所（佐藤文香編著、左右社、2017年）ISBN 978-4865281804